# Eurhopalothrix depressa
Eurhopalothrix depressa is een mierensoort uit de onderfamilie van de Myrmicinae. De wetenschappelijke naam van de soort is voor het eerst geldig gepubliceerd in 2004 door Ketterl, Verhaag & Dietz.